# Warsow (Wiesenaue)
Warsow è una frazione del comune tedesco di Wiesenaue, nel Brandeburgo.

Conta (2002) 116 abitanti.

## Storia
Warsow fu nominata per la prima volta nel 1541.
Nel 2003 il comune di Warsow venne fuso con i comuni di Brädikow e Vietznitz, formando il nuovo comune di Jahnberge, in seguito ridenominato Wiesenaue.